# 索格斯 (蒙大拿州)
索格斯（英語：Saugus）是位於美國蒙大拿州普雷里縣的非建制地區。

## 歷史
索格斯的郵局於1909年設立，其後於1925年停運。

## 地理
索格斯所處的海拔為高於海平面686米（即2251英呎），而該地所採用的時區為UTC-6，即北美山地時區（MST）。同時該地設有夏令時間，為UTC-7調快一小時，即UTC-6（MDT）。